# Wikielec (powiat iławski)
Wikielec – wieś w Polsce położona w województwie warmińsko-mazurskim, w powiecie iławskim, w gminie Iława.
W roku 1885 Wikielec liczył 414 mieszkańców, w znacznej większości ewangelików. Należał do powiatu suskiego. Dawna niemiecka nazwa brzmiała Winkelsdorf.
W latach 1975–1998 miejscowość administracyjnie należała do województwa olsztyńskiego.
Pierwsza wzmianka o Wikielcu pochodzi z dokumentu z 1317 roku, z którego wynika, że mieszkańcy wsi mieli obowiązek spłacić dziesięcinę iławskiemu proboszczowi. Lokacji wsi dokonał komtur dzierzgoński Luther von Braunschweig. Odnowiony przywilej lokacyjny w 1473 roku otrzymali mieszkańcy od marszałka Zakonu Ulricha von Kinsburga. W 1885 roku wieś liczyła 333,6 ha, w tym 266 ha ziemi ornej, 30 ha łąk i 1 ha lasu.

## Szkoła
1 IX 2007 - Wojewódzka Inauguracja Roku Szkolnego 2007/2008 oraz otwarcie i poświęcenie nowej szkoły w Wikielcu.
4 IV 2014 roku odbyła się uroczystość nadania imienia Jana Pawła II i sztandaru.

## Sport
W miejscowości działa klub piłki nożnej GKS Wikielec, założony w 1958 roku. Największym sukcesem klubu jest awans do III ligi. W sezonie 2024/25 drużyna występuje w III lidze gr. I.

## Komunikacja
Przez miejscowość przebiegała 1 linia komunikacji miejskiej ZKM Iława. Jest to linia nr 8 (Długa-Radomek).